# Kwantitatieve bepaling

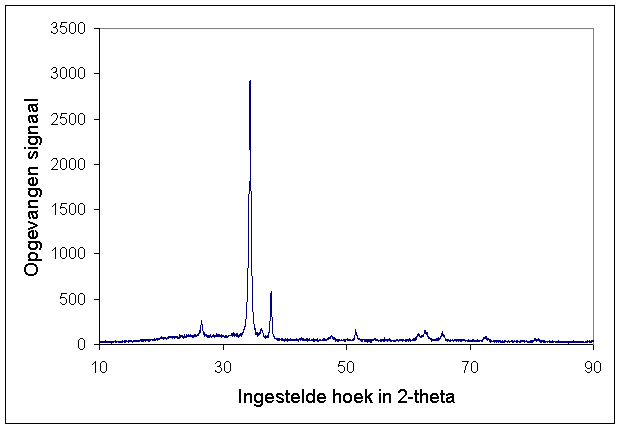
Röntgendiffractiepatroon van ZnO. De hoeveelheid opgevangen signaal zegt iets over de textuur van de materie.

Kwantitatieve bepalingen of kwantitatieve analyses zijn in de analytische scheikunde, materiaalkunde en natuurkunde methoden aan de hand waarvan een uitspraak gedaan kan worden over de hoeveelheid (kwantiteit) van een stof. Hier tegenover staat de kwalitatieve bepaling.
Op grond van het soort meting kunnen verschillende groepen analyses worden aangegeven:
- Volumetrische bepalingen
- Spectroscopische bepalingen
- Chromatografische bepalingen.

Elk van deze grote groepen kent weer zijn eigen onderverdelingen. 

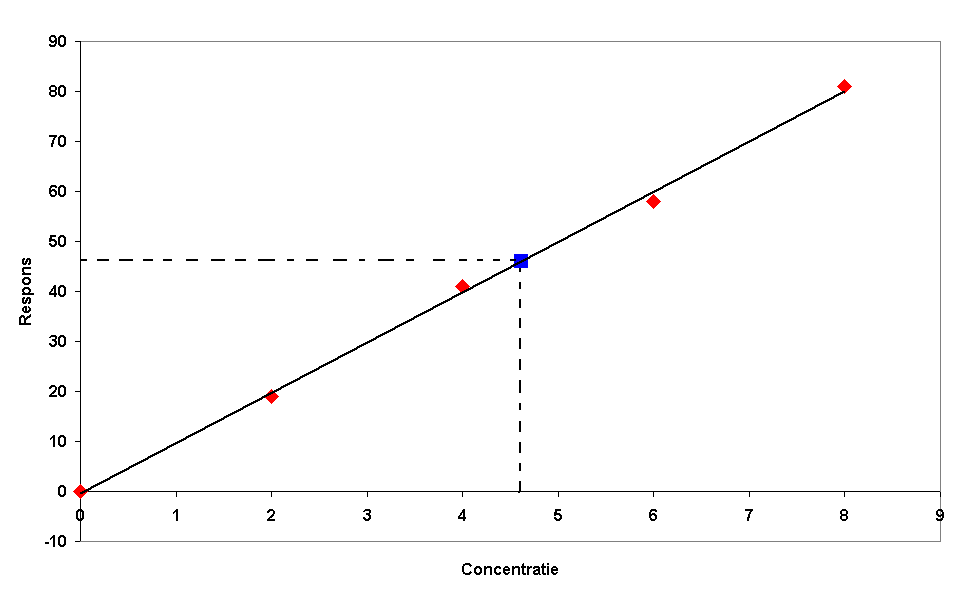
Een ijklijn. De rode punten zijn de standaarden waaruit de ijklijn is opgebouwd, de blauwe punt is de respons van het onbekende monster.

## Kalibratielijn
Om een onbekend monster te kwantificeren, wordt er vaak gebruikgemaakt van de gegevens uit een kalibratielijn. Vaak wordt deze lijn ook - foutief - ijklijn genoemd.
Een kalibratielijn  is in de analytische chemie een reeks metingen van standaardoplossingen met een bekende concentratie van een bepaalde stof. Hij wordt gebruikt om de concentratie van die stof in een monster te bepalen door middel van interpolatie.

## Betrouwbaarheid
Voordat er uit de resultaten een definitieve conclusie kan worden vastgesteld, dient er eerst aandacht te worden besteed aan de betrouwbaarheid van de metingen. Wanneer de ijklijn een R²-waarde (correlatiecoëfficiënt) van hoger dan 0,993 vertoont, geldt in de analytische chemie dat deze ijklijn nauwkeurig is. Om de bepaling zo nauwkeurig mogelijk uit te voeren, is het verstandig om de metingen van het onbekende monster minstens in triplo uit te voeren.